# Let Air France 447
Let Air France 447 byl let stroje Airbus A330-203 (imatrikulace F-GZCP) letecké společnosti Air France z mezinárodního letiště Galeão v brazilském Rio de Janeiro do Paříže na Letiště Charlese de Gaulla. Letadlo s 216 pasažéry (osm dětí, 82 žen a 126 mužů, celkem 32 národností) a 12 členy posádky se během přeletu Atlantského oceánu 1. června 2009 zřítilo do moře. Jedná se o první havárii typu Airbus A330 s oběťmi na životech v komerčním provozu a největší katastrofu v historii letecké společnosti Air France.
Podle závěrečné zprávy z 5. července 2012 se nejprve rozešly údaje rychloměrů; patrně proto, že při průletu bouřkovými mraky námraza ucpala Pitotovu trubici. Nato se odpojil autopilot a posádka přes automatická varování chybně zvyšovala úhel náběhu, což snížilo rychlost letounu a nakonec způsobilo ztrátu vztlaku. Letoun začal padat, na což ale pilot nedokázal včas reagovat.

## Průběh letu

Trasa letu

Airbus A330-200 s registračním označením F-GZCP měl sériové číslo 660, poprvé vzlétl v dubnu 2005 a v okamžiku havárie měl celkový nálet 18 870 hodin. Z Ria de Janeiro startoval 31. května v 19:03 místního času (22:03 UTC) s plánovaným přistáním v Paříži v 11:10 místního času (09:10 UTC).
Poslední rádiový kontakt s posádkou letadla proběhl v 01:33 UTC, když se nacházelo ve vzdálenosti 565 kilometrů od severovýchodního brazilského pobřeží. Posádka hlásila, že během padesáti minut očekává vstup do senegalského vzdušného prostoru.
V 01:48 UTC letoun vyletěl z prostoru pokrytého radarem brazilského řízení letového provozu umístěným na souostroví Fernando de Noronha. Podle tohoto radaru v té době probíhal let normálně, stroj letěl v letové hladině FL350 (cca 10,5 km) rychlostí 453 kt (cca 849 km/h).
V době zhruba 01:51–02:16 UTC trasa letadla zřejmě postupně procházela třemi bouřkovými systémy.
Mezi 02:10 a 02:14 UTC vyslalo letadlo 24 automatických chybových hlášení pomocí systému ACARS, která informovala o technických problémech: nejprve bylo hlášeno odpojení autopilota a přechod do zvláštního režimu kvůli poruše. Dále bylo postupně hlášeno mnoho závad na systémech inerciální navigace a primárním i záložním letovém počítači. Poslední přijaté hlášení z 02:14 upozorňovalo na možnou ztrátu přetlaku v letadle.

## Oběti neštěstí
| Národnost | Cestující                             | Posádka | Celkem |
| --- | ------------------------------------- | ------- | ------ |
| Francie | 61                                    | 11      | 72     |
| Brazílie | 58                                    | 1       | 59     |
| Německo | 26                                    | -       | 26     |
| Čína Itálie | 9 každá                               | -       | 18     |
| Švýcarsko | 6                                     | -       | 6      |
| Spojené království | 5                                     | -       | 5      |
| Maďarsko ( Norsko) | 4 (dvojité maďarsko-norské občanství) | -       | 4      |
| Irska rep. Libanon Maroko Norsko Slovensko | 3 každá                               | -       | 15     |
| Polsko Spojené státy Španělsko | 2 každá                               | -       | 6      |
| Argentina Belgie Dánsko Estonsko Filipíny Gabon Chorvatsko Island Jihoafrická republika Jižní Korea Kanada Nizozemsko Rakousko Rumunsko Rusko Švédsko Turecko | 1 každá                               | -       | 17     |
| Spolu | 216                                   | 12      | 228    |

Mezi oběťmi byl i šestadvacetiletý princ Pedro Luiz Orleánsko-Braganzský, člen brazilské císařské dynastie.

## Pátrání po troskách
- 1. 6. 2009 – letadlo se ztratilo, začalo pátrání
- 2. 6. 2009 – nalezeny trosky v místě předpokládaného pádu (600 až 650 kilometrů severovýchodně od břehů brazilského souostroví Fernando de Noronha)
- 3. 6. 2009 – Air France informovala, že 27. května bylo společnosti vyhrožováno bombovým útokem na stroje letící z argentinského Buenos Aires do Paříže [5]
- 4. 6. 2009 – média informovala o tom, že letoun 15 (později upraveno na 4 a následně na 5) minut před odmlčením vyslal zprávu o přechodu z autopilota na manuální režim a dalších 24 zpráv hlásících kolaps palubních počítačů [6]
- 5. 6. 2009 – bylo oznámeno, že nalezené trosky nepatří pohřešovanému letounu; společnost Airbus navíc ohlásila, že u jejích strojů mohou být vadné rychloměry [7]
- 6. 6. 2009 – 640 kilometrů severovýchodně od brazilských ostrovů Fernando de Noronha byla nalezena těla dvou pasažérů osudného letu a skutečné trosky stroje
- 7. 6. 2009 – bylo nalezeno dalších 15 obětí a další trosky
- 9. 6. 2009 – mezi nalezenými troskami bylo i směrové kormidlo z ocasu letounu, dosud nalezeno 28 obětí
- 10. 6. 2009 – dosud nalezeno 41 obětí; Francie nasadila ponorku na hledání černých skříněk; bylo oznámeno, že dva cestující měli stejná jména jako teroristé, ale jednalo se pouze o shodu jmen
- 11. 6. 2009 – prvních 16 obětí bylo dopraveno na pevninu a předáno k testům DNA pro zjištění totožnosti a pitvě pro zjištění možných příčin katastrofy
- 12. 6. 2009 – nalezeny další 3 oběti; s ohledem na velkou oblast, kde byly trosky nalezeny, bylo oznámeno, že stroj se zřejmě rozpadal několik minut
- 13. 6. 2009 – nalezeny další oběti, celkem dosud 50 lidí
- 14. 6. 2009 – výsledky vyšetřování a prvních pitev ukázaly, že stroj se zřejmě rozlomil ještě ve vzduchu na 2 poloviny (lidé byli vysvlečeni proudem vzduchu při pádu z velké výšky a oběti byly nalezeny na dvou místech vzdálených od sebe 85 km) [8]
- 17. 6. 2009 – dosud nalezeno více než 400 trosek a 51 obětí
- 21. 6. 2009 – od 17. 6. nebylo nalezeno nic významného, Brazílie proto stáhla z oblasti většinu svých pátracích letadel (zůstal jediný letoun a několik lodí)
- 22. 6. 2009 – identifikováno prvních 11 nalezených obětí
- 23. 6. 2009 – francouzská média informovala o zachycení signálů černých skříněk, vyšetřovatelé to však dementovali
- 24. 6. 2009 – Francie ukončila letecké pátrání
- 25. 6. 2009 – bylo oznámeno, že mezi identifikovanými oběťmi je i kapitán letadla a jeden stevard
- 27. 6. 2009 – Brazílie ukončila pátrání po obětech a troskách, pátrání po černých skříňkách pokračovalo
- 2. 7. 2009 – francouzští vyšetřovatelé zveřejnili první zprávu o nehodě airbusu Air France, podle ní nebyl zničen za letu a ve velké rychlosti se roztříštil o hladinu; dosud nalezeno asi 640 trosek, počet nalezených obětí zůstal na 51 [9]
- 10. 7. 2009 – americké ponorky ukončily pátrání po nenalezených černých skříňkách, francouzská ponorka pokračovala
- 21. 7. 2009 – francouzská ponorka pokračuje v pátrání po nenalezených černých skříňkách, které již nevysílají akustické signály, budou se je proto pokušet nalézt vizuálně zhruba 1 měsíc
- 21. 8. 2009 – francouzský úřad pro vyšetřování leteckých nehod oznámil, že bylo ukončeno pátrání po černých skříňkách, ty nebyly nalezeny [10]
- 11. 12. 2009 – ve stejné oblasti měl vážné problémy s turbulencí další Airbus A330-200 společnosti Air France (let AF 445, na palubě 215 osob), stroj se přitom propadl o 1,5 km [11]
- 17. 12. 2009 – francouzští vyšetřovatelé oznámili, že od února 2010 na 3 měsíce opět obnoví pátrání po černých skříňkách [12]
- 6. 5. 2010 – francouzské ministerstvo obrany oznámilo, že pátrací týmy lokalizovaly černé skříňky z airbusu [13]
- 12. 5. 2010 – zpráva o nálezu skříněk byla dementována [14]
- 18. 3. 2011 – přestože chybí důkazy o příčině havárie (černé skříňky totiž nebyly dosud nalezeny) soud obvinil aerolinky Air France a výrobce letadel Airbus z neúmyslného zabití [15]
- 4. 4. 2011 – byly objeveny další trosky letadla, prozatím bez černých skříněk [16]
- 28. 4. 2011 – byla objevena a vyzvednuta první ze dvou černých skříněk (tato zapisovala důležité letové údaje - rychlost, výšku atp.) [17]
- 2. 5. 2011 – byla objevena druhá ze dvou černých skříněk (obsahuje zvukový záznam z kabiny pilotů, který může zcela ozřejmit příčiny tragické havárie) [18]

## Vyšetřování příčin katastrofy
Vyšetřování se od počátku odebíralo více směry:
- Teroristický útok: Několik dní před katastrofou bylo Air France vyhrožováno útokem na jejich letadla. Tato verze se ovšem jeví v případě katastrofy Letu 447 jako velmi málo pravděpodobná, protože se dosud nepřihlásila k „odpovědnosti“ žádná teroristická skupina.
- Počasí: V oblasti jsou časté silné bouře, letoun mohl vlétnout do jádra některé z nich. Oblastí ovšem ve stejném čase prolétávalo více strojů a ani jediný z nich nehlásil žádné extrémní počasí.[19]
- Technická závada: Letoun před zmizením vyslal během 4 minut 24 chybových hlášení - byl odpojen autopilot (není jasné, jestli automaticky nebo manuálně), kolaboval jeden systém za druhým a došlo k náhlému poklesu tlaku v kabině. Podle vyšetřovatelů je jisté, že senzory rychloměrů stroje před pádem poskytovaly navzájem rozdílné údaje o skutečné rychlosti pohybu letadla.

Palivo na hladině oceánu naznačuje, že letoun neexplodoval, trosky na velké ploše ovšem naopak ukazují na to, že stroj se zřejmě rozpadl ještě ve vzduchu. Pravděpodobně tedy za katastrofou stojí souhra více okolností – bouře a technické problémy letadla. Společnost Airbus krátce po havárii vydala varování o možných vadných rychloměrech u všech svých vyráběných typů letadel. 7. října 2008 měl navíc vážné technické potíže A330-300 společnosti Qantas – při letu došlo chybou autopilota k propadu letounu asi o 300 metrů a zranění více než 70 cestujících .

### Předběžná zpráva
2. května byly palubní záznamníky („černé skříňky“) nalezeny a vyzvednuty a 27. května 2011 vydal francouzský úřad pro leteckou bezpečnost (BEA) předběžnou zprávu na základě přečtených údajů. Poslední minuty letu probíhaly podle této zprávy takto:
- Ve 3:55 od plánovaného startu letadla (absolute time) si šel kapitán odpočinout a řízení předal druhému pilotovi.
- Ve 4:06 pilot varoval posádku, že vstupují do oblasti turbulence, a ve 4:10 kvůli tomu snížil rychlost na M 0,8.
- Ve 4:10:05 se vypnul autopilot a automatické řízení tahu, protože údaje rychloměrů navzájem nesouhlasily. Už dříve se uvažovalo o tom, že pravděpodobnou příčinou mohla být námraza, která ucpala některou z Pitotových trubic.
- Ozval se varovný signál, že letadlo ztrácí vztlak v důsledku odtrženého proudění a dopředná rychlost prudce klesla. Pilot vertikálním stabilizátorem dále zvětšil úhel náběhu letadla a letadlo začalo stoupat.
- Ve 4:11 letadlo dosáhlo své maximální výšky asi 11 500 m a úhel náběhu byl 16°
- Ve 4:11:40 se kapitán vrátil do kabiny, úhel náběhu byl 40° a motory běžely na plné obrátky. Přesto v této poloze nemůže letadlo letět a palubní počítač přerušil varovný signál. Asi o 20 s později pilot úhel náběhu snížil a varovný signál se opět ozval.
- Motory i ovládání letadla pracovaly normálně, úhel náběhu se však až do konce letu nesnížil pod 35°, takže letadlo ztratilo dopřednou rychlost a začalo padat.
- Záznam skončil ve 4:14:28, kdy náklon letadla činil 16,2° a dopředná rychlost 198 km/hod. Letadlo dopadlo na hladinu svislou rychlostí téměř 200 km/h a roztříštilo se.[21]

Třetí předběžná zpráva BEA z 29. července 2011 doplnila, že pilot nepoužil předepsaný postup při nespolehlivých údajích rychlosti, snažil se s letadlem stoupat a nevšiml si, že dosáhl maximální výšky. Varování při ztrátě vztlaku se ozývalo 56 sekund, aniž by piloti reagovali, ale přerušilo se, když úhel náběhu překročil 35°, což je mohlo zmást. Ačkoli údaje o výšce a rychlosti vůči zemi byly v pořádku, piloti je patrně pokládali za nespolehlivé a nevěnovali jim pozornost. BEA sestavil komisi odborníků, která má doporučit případné zlepšení těchto indikací.

### Závěrečná zpráva
Závěrečná zpráva byla zveřejněna 5. července 2012. Podle ní došlo k tomu, že v důsledku nekonzistence údajů o rychlosti letounu (způsobené patrně ledem v Pitotových trubicích) se odpojil autopilot a posádka se nedokázala zavčas zorientovat v situaci: příliš zvýšila úhel náběhu ve snaze stoupat, tím došlo k poklesu rychlosti až na hranici pádové rychlosti (ztrátě vztlaku) a letoun začal padat „dozadu“, což ale posádka nedokázala zavčas detekovat.